# Causses du Quercy
Ne doit pas être confondu avec Parc naturel régional des Causses du Quercy.
Les causses du Quercy forment une région naturelle française constituée de plateaux calcaires. Ils doivent leur nom à l'ancienne province du Quercy dans laquelle ils se situent.

## Situation
À l'exception des extrémités nord et sud, ils se trouvent dans le département du Lot et sont bordés par les régions naturelles suivantes :
- Au nord par le bassin de Brive et les monts du Limousin
- Au nord-est par le Ségala lotois
- À l'est par le Limargue et la Châtaigneraie
- Au sud par le Quercy Blanc
- À l'ouest par le Périgord noir

Le Quercy possède pas moins de cinq entités paysagères : Ségala lotois, Limargue, Les Causses, la Bouriane, et le Quercy Blanc.

## Composition
Les Causses du Quercy sont formés de six causses majeurs :
- le causse corrézien (Corrèze)
- le causse de Martel (Lot)
- le causse de Gramat (Lot)
- le causse de Saint-Chels (Lot)
- le causse de Limogne (Lot)
- le causse de Caylus (Tarn-et-Garonne)

## Économie
Essentiellement fondée sur l'élevage et la production truffière.

## Faune et flore
- Pelouse sèche
- Nombreuses orchidées endémiques

## Protection environnementale
La région bénéficie de la protection du Parc naturel régional des Causses du Quercy.